# Siła witalna (film)
Siła witalna (ang. Lifeforce) – brytyjski horror science–fiction w reżyserii Tobe’a Hoopera z roku 1985 na podstawie powieści Colina Wilsona.

## Fabuła
Podczas badania komety Halleya załoga kosmiczna odkrywa statek kosmiczny, a w nim nagie ciała 3 ludzi, które postanawiają zabrać ze sobą na Ziemię. Wkrótce potem łączność zostaje utracona, w tym samym czasie zostaje podjęta decyzja o rozpoczęciu misji ratunkowej.

## Obsada
- Patrick Stewart – dr. Amstrong
- Mathilda May – Space Girl
- Michael Gothard – dr. Bukovsky
- Frank Finlay – dr. Hans Fallada
- Peter Firth – pułkownik Colin Caine
- Steve Railsback – pułkownik Tom Carlsen
- John Hallam – Lamson
- Nancy Paul – Ellen Donaldson